# ألبرت هاريسون (لاعب كرة قدم)
ألبرت هاريسون (بالإنجليزية: Albert Harrison)‏ (19 أغسطس 1909 في المملكة المتحدة - 2 مارس 1989) هو لاعب كرة قدم بريطاني (وحمل سابقاً جنسية المملكة المتحدة لبريطانيا العظمى وأيرلندا) في مركز الوسط. لعب مع بورت فايل.